# みずほの恋スルてんむす
『みずほの恋スルてんむす』（みずほのこいスルてんむす）は、広島テレビで放送された情報番組。

## 内容
音楽やライブ、映画や舞台などのエンターテインメント情報を広島テレビアナウンサーの西名みずほがインタビューを交えながら紹介。
番組は2006年10月11日に放送を終了。同年10月21日から土曜26:00枠へ移動し『てっぺん!』と題して放送されている。

## 出演者
- 西名みずほ（広島テレビアナウンサー）MC

## 放送時間
- 水曜 25:20 - 25:35 （木曜 1:20 - 1:35） - 稀に月曜深夜・金曜深夜・土曜深夜に放送されることがあった。